# Anaplectoides obscura
Anaplectoides obscura är en fjärilsart som beskrevs av Lenz 1927. Anaplectoides obscura ingår i släktet Anaplectoides och familjen nattflyn. Inga underarter finns listade i Catalogue of Life.